# Ole Ellefsæter
Ole Martin Ellefsæter (15. února 1939, Furnes – 18. října 2022) byl norský běžec na lyžích.
Na olympijských hrách v Grenoblu roku 1968 vyhrál závod na 50 kilometrů. Na stejných hrách bral další zlato s norskou štafetou. Štafetové zlato má i z mistrovství světa v roce 1966. Jeho nejlepším individuálním výsledkem ze světového šampionátu je druhé místo ze závodu na 15 kilometrů, taktéž z roku 1966. Krom lyžování se věnoval překážkovému běhu na 3000 m, v letech 1960–1965 se pětkrát po sobě stal v této disciplíně mistrem Norska. Přezdívalo se mu „Uteligger“ („Bezdomovec“), to poté, co měl při jednom z dlouhých tréninků nehodu, zaskočila ho tma a musel zůstat přes noc v lese. Původním povoláním byl dřevorubec, později vystudoval lesnictví. Byl též populárním zpěvákem. Jeho singlu Huldreslåtten z roku 1966 se v Norsku prodalo více než 25 000 kopií. Po olympijských hrách v roce 1968 měl další hit Alle kluter til, který byl věnován úspěchu norského týmu.